# Metafysik
『metafysik』（メタフィジック）は、日本の音楽ユニット、eufoniusの5枚目のアルバム。2007年12月19日にLantisより発売された。

## 概要
- 2006年に発売された「スバラシキセカイ」に続くメジャーアルバムで、初のフルアルバムである。
- 全11曲で、先行してLantisより発売されたシングル曲はB面曲も含め全て収録されている。
- タイトルは形而上学を意味するドイツ語「metaphysik」をもとにした造語である。

## 収録曲
全曲とも作詞：riya、作曲・編曲：菊地創
1. turning world
ウェブアニメ『最終試験くじら』オープニング主題歌。
2. キミのかたち
テレビアニメ『sola』イメージソング。
3. Apocrypha
6枚目のシングル。テレビアニメ『神曲奏界ポリフォニカ』オープニング主題歌。
4. ノクターン
「恋するココロ」のカップリング曲。
5. 遠い夏空
ウェブアニメ『最終試験くじら』エンディング主題歌。
6. resonanz
7. Idea
4枚目のシングル。テレビアニメ『ノエイン もうひとりの君へ』オープニング主題歌。
8. wish
PS2ゲーム『マビノ×スタイル』の"ミズキ"イメージソングとして提供した曲のセルフカバー。
9. eidos
「Idea」のカップリング曲。
10. 恋するココロ
5枚目のシングル。テレビアニメ『かしまし 〜ガール・ミーツ・ガール〜』オープニング主題歌。
11. 楽園
「Apocrypha」のカップリング曲。

## 参加ミュージシャン
- Guitar - 飯室博（#1）、高山一也（#2・3・5・6・8・10・11）、朝井泰生（#6・7）
- Bass - 渡辺等（#2・6・8・10・11）
- Piano - ただすけ（#1・3・4・6）
- Organ - 菊地創（#8）
- Strings - 金原千恵子ストリングス（#2・11）、弦一徹ストリングス（#3・10）、CHIKAストリングス（#6）、室屋光一郎ストリングス（#7）